# Yak-44 (航空機)
Yak-44(ロシア語:Як-44とは、1980年代にソビエト連邦（当時）のA・S・ヤコヴレフ記念試作設計局（ヤコヴレフ設計局）が開発していた空中早期警戒機である。ソビエト海軍の航空母艦（空母）に搭載することを想定していたが、試作機が完成する前に開発中止となり制式採用されなかった。

## 概要
アメリカ海軍では、機動部隊の早期警戒機としてE-2を空母に搭載し運用していたが、冷戦時代に仮想敵国であったソ連も初の本格的航空母艦「トビリシ（現在はアドミラル・クズネツォフ）」が建造されることになり、空母機動部隊構築のために、同様の機体を開発することになった。アントノフ設計局が開発したアントノフAn-71の艦上型を退けて採用された。
Yak-44は与圧胴体を持ち、13,000馬力のD-27ターボプロップエンジン（正確にはプロップファンエンジン）2基を搭載し、それにより8翼と6翼の2つのプロペラを二重反転させて駆動するものであった。輸送機型のYak-44と早期警戒型のYak-44Eの２つのタイプが開発されていた。早期警戒型は空母に搭載するため主翼を折りたたむことができるようになっていた。早期警戒システムとしてベガ設計局が開発するE-700レーダーを直径7.3mのレドームを載せる計画であった。
ヤコヴレフ設計局は、実物大のモックアップ模型を完成させたが、ソビエト連邦の崩壊に伴う経済的困難による予算削減により、海軍が大型正規航空母艦の建造計画を破棄したことから、キャンセルされた。

## 機体スペック (Yak-44E)
- 乗員: 5人 （操縦乗員2人、オペレーター3人）
- 全長: 20.39 m
- 全幅: 25.70 m
- 高さ: 7 m
- 全備重量: 88,183 lb (40,000 kg)
- 搭載エンジン: プログレス D-27 ターボプロップ 13,000馬力双発
- 最大速度: 740 km/h
- 航続距離: 4,000 km
- 実用上昇限度: 42,650 ft